# طهر السوق
طهر السوق (به فرانسوی: Thar Es-Souk) یک منطقهٔ مسکونی در مراکش است که در Taounate Province واقع شده‌است.
 طهر السوق  ۳٬۷۹۲ نفر جمعیت دارد.